# أمارال (لاعب كرة قدم، مواليد 1987)
أمارال (بالبرتغالية: Antonio Cleilson da Silva Feitosa) هو لاعب كرة قدم برازيلي، ولد في 5 سبتمبر 1987 في فورتاليزا في البرازيل. شارك مع منتخب البرازيل تحت 17 سنة لكرة القدم ومنتخب البرازيل تحت 20 سنة لكرة القدم. أما مع النوادي، فقد لعب مع أتلتيكو براغانتينو وأتلتيكو مينيرو ونادي بالميراس ونادي بونتي بريتا ونادي فورتاليزا ونادي كاراكاس ونادي كورينثيانز ونادي لاس بالماس.

## وصلات خارجية
- أمارال (لاعب كرة قدم برازيلي) على موقع قاعدة بيانات كرة القدم.إي يو (الإنجليزية)
- أمارال (لاعب كرة قدم برازيلي) على موقع Soccerway.com (الإنجليزية)